# Drepanosticta bifida
Drepanosticta bifida är en trollsländeart som beskrevs av Van Tol 2007. Drepanosticta bifida ingår i släktet Drepanosticta och familjen Platystictidae. Inga underarter finns listade i Catalogue of Life.